# Peloscolex apectinatus
Peloscolex apectinatus är en ringmaskart som beskrevs av Brinkhurst 1965. Peloscolex apectinatus ingår i släktet Peloscolex och familjen glattmaskar. Inga underarter finns listade i Catalogue of Life.